# Koppány (püspök)
Koppány vagy Kupan (elhunyt 1099-ben) feltehetően Vencellin dédunokája volt. Ő a második név szerint ismert egri püspök, több történész szerint ő írta a 11. századi ősgesztát vagy annak egyes fejezeteit.

## Származása
A Képes krónika szerint „az említett Vecellin pedig nemzette Radit, Radi pedig nemzette Miskát, Miska pedig nemzette Koppányt és Mártont.” Vencellin wasserburgi gróf Gizella kíséretével érkezett új hazájába, ahol Vajk (a későbbi I. István király) szolgálatába állt. Mikor Vajk és Koppány vezér konfliktusa testvérharchoz vezetett, Vencellin lovag lett az egyik vezére a Koppány ellen indított seregnek Hont és Pázmány lovagokkal együtt.

## Halála
Könyves Kálmán a kijevi nagyfejedelem szövetségeseként David Igorevics volhíniai részfejedelem ellen indult hadba és megszállta Przemyślt. 1099-ben azonban a Wiar menti csatában súlyos vereséget szenvedett a halicsiakat támogató kun seregektől, és kénytelen volt visszavonulni.
„A kunok az Almási nembeli Őze ispánt vették üldözőbe, ezt a vitéz és tettre kész férfit, s megölték őt is és mindazokat, akik vele voltak. Nyilaikkal átszögezve hasonlóképp megölték Koppány és Lőrinc püspököket is, és más vitéz harcosokat.”
Haláláról az egykorú Pozsonyi évkönyv is beszámol, Kupan néven utalva a püspökre.